# Carla Maffioletti
Carla Maffioletti (Porto Alegre, Brasil, 1980) es una soprano lírica brasileña.
De ascendencia italiana y holandesa, comenzó de niña a tocar el violín para luego dedicarse a la guitarra clásica en la Universidad Federal de Río Grande del Sur. Su talento la llevó ya en su adolescencia a realizar giras por todo Brasil y el resto de América del Sur. Fue discípula de la soprano lírica brasileña Neyde Thomas.
Maffioletti estudió canto en la Academia de Música de Maastricht en Maastricht, Países Bajos, junto con su amiga Carmen Monarcha. En esa misma época atrajo la atención del violinista André Rieu quien la contrató como vocalista para su Orquesta Johann Strauss. Además de participar en giras mundiales con la orquesta, ha actuado como solista en varios álbumes de Rieu y participado de su programa de televisión en la cadena de televisión PBS de Estados Unidos. 

## Discografía
2012 Carla Maffioletti's Solo CD Blue Bird
- André Rieu CD December Lights
- André Rieu DVD Home for Christmas
- André Rieu CD-DVD Under The Starts - Live in Maastricht V

2011 Mannenkoor Sta. Caecilia Swijkhuisen Un Incontro Musicale
2009 André Rieu CD-DVD  Ich hab’ mein Herz in Heidelberg verloren
- André Rieu DVD   Live in Maastricht 3
- André Rieu CD   You’ll never walk alone

2007 André Rieu DVD   Live in Vienna
- André Rieu CD-DVD  Im Wunderland

2006 André Rieu CD-DVD  New York Memories
- André Rieu CD-DVD  At Schönbrunn Vienna

2005 André Rieu CD-DVD  Songs from my Heart
- André Rieu CD-DVD   Christmas Around the World

2004 André Rieu CD-DVD  Der Fliegende Holländer
2003 André Rieu CD-DVD  Romantic Paradise  André Rieu CD   Live in Tuscany
2002 CD  Tudo Muda  Lieder  von Flávio Oliveira
2001 CD   A Boiuna Opern von Walter-Schulz Portoalegre
1996 CD   Erudito I  Lieder von R. Gnattali,  M. Furtado, A. Garritano